# Азовский поселковый совет
Азовский поселко́вый сове́т  (укр. Азовська селищна рада, крымскотат. Qalay qasaba şurası) — административно-территориальная единица в Джанкойском районе АР Крым Украины (фактически до 2014 года; ранее до 1991 года — в составе Крымской области УССР в СССР).
Поссовет был образован в 1957 году с приданием селу Азовское статуса посёлка городского типа.
Население по переписи 2001 года — 4354 человека.
К 2014 году поссовет состоял из 1 пгт Азовское.
С 2014 года на месте поссовета находится Азовское сельское поселение.